# ジョゼフ・フォーショウ
ジョゼフ・フォーショウ（Joseph Forshaw, Jr.、1881年5月13日 – 1964年11月26日）は、アメリカ合衆国の陸上競技選手である。彼は、1908年に開催されたロンドンオリンピックのマラソン競技で銅メダルを獲得した。

## 経歴
フォーショウは、1906年のアテネオリンピック から1912年ストックホルムオリンピックまで、3回連続でオリンピックマラソン競技に出場した初めてのアメリカ人選手である。そのうち、1908年のロンドンマラソンでは4番目にゴールしたが、1位で競技場に戻ってきたイタリア代表のドランド・ピエトリが失格となったため、2番目にゴールしたアメリカ合衆国代表のジョニー・ヘイズ、3番目の南アフリカ共和国代表のチャールズ・ヘフェロンに続いて銅メダルを獲得することになった。
彼は陸上競技以外にも自転車競技やスピードスケートなど、さまざまなスポーツに積極的に取り組んだ。自転車競技などは50歳のときに現役を退いたが、その後にフィギュアスケートを始めて、生涯にわたって続けている。その他にも1907年から1936年まで、セントルイスのアマチュアホッケーリーグで選手として活躍していた。しかも彼は、家業の暖房設備業の会社を1925年に継承して社長に就任している。
フォーショウは1964年に生まれ故郷のセントルイスで死去し、ベルフォンテーヌ墓地に埋葬された。

## オリンピックでの成績
| 年   | 大会                       | 場所                           | 種目     | 結果 | 記録           |
| ---- | -------------------------- | ------------------------------ | -------- | ---- | -------------- |
| 1906 | アテネオリンピック         | アテネ（ギリシャ）             | マラソン | 12位 | 記録不明       |
| 1908 | ロンドンオリンピック       | ロンドン（イギリス）           | マラソン | 3位  | 2時間57分10秒4 |
| 1912 | ストックホルムオリンピック | ストックホルム（スウェーデン） | マラソン | 10位 | 2時間49分49秒4 |